# Phyciodes pulchella
Phyciodes pulchella är en fjärilsart som beskrevs av Jean Baptiste Boisduval 1852. Phyciodes pulchella ingår i släktet Phyciodes och familjen praktfjärilar. Inga underarter finns listade i Catalogue of Life.